# Oppède
Oppède – miejscowość i gmina we Francji, w regionie Prowansja-Alpy-Lazurowe Wybrzeże, w departamencie Vaucluse.
Według danych na rok 1999 gminę zamieszkiwało 1226 osób, a gęstość zaludnienia wynosiła 50 osób/km² (wśród 963 gmin regionu Prowansja-Alpy-W. Lazurowe Oppède plasuje się na 361. miejscu pod względem liczby ludności, natomiast pod względem powierzchni na miejscu 423.).

## Populacja

Populacja Oppède w latach 1962-2008